# Max Gräter
Max Gräter (* 31. Oktober 1896 in Ulm; † 18. Dezember 1944 in Heiligenbronn) war ein deutscher Komponist und Organist.

## Leben
Max Gräter wurde am 31. Oktober 1896 in Ulm als siebtes von acht Kindern des Steinhauers Christoph Gräter und dessen Frau Bernhardine (geb. Schenk) geboren und am 22. November in der Kirche St. Michael zu den Wengen getauft. Gräter war von Geburt an blind. Nach dem Tod des Vaters 1904 wurde er durch die Vermittlung der Armenpflege Ulm in die Blindenanstalt des Franziskanerinnenklosters Heiligenbronn aufgenommen. Hier erhielt er den ersten Musikunterricht, der im Laufe der Jahre mit den Fächern Chorliteratur, Gregorianischem Choral und liturgischem Orgelspiel im Hinblick auf eine kirchenmusikalische Ausbildung erweitert wurde. Unterricht in Musiktheorie und Klavier, später auch Orgel erhielt er zunächst von der Ordensschwester Pia Maria Hauser. Als sie 1919 im Alter von 43 Jahren starb, widmete Gräter ihr ein zu ihrem Andenken komponiertes schlichtes, im Volkston gehaltenes Grablied. Den Musikunterricht übernahm fortan die Ordensschwester Timothea Lösch, die ihm sicherlich auch bei der Niederschrift seiner Kompositionen half.
Ab 1919 war Gräter als Organist an der Wallfahrtskirche St. Gallus in Heiligenbronn tätig. Ab 1930 übertrug er für den „Verein zur Förderung der Blindenbildung e. V. Hannover-Kirchrode“ Werke eigener und zahlreicher fremder Komponisten (z. B. Bach, Haydn, Mozart, Beethoven) in Blindenschrift. Von diesen Übertragungen haben sich lediglich von Gräter 32 kleine Stücke op. 137 für Blockflöte und Klavier sowie das Präludium As-Dur op. 1 über das Ulmer Münstergeläut erhalten. Außerdem sammelte Gräter über 400 Lieder aus allen deutschen Diözesen. Die Leidenschaft für Glocken brachte ihm den Spitznamen „Glockenmax“ ein. Er kannte „1072 Geläute in Württemberg mit 3 und mehr Glocken nach Gießer, Ton, Gewicht und Gußjahr, außerdem hunderte andere Geläute im übrigen Deutschland und der Schweiz“, die Tonfolgen der einzelnen Glocken schrieb er in einem Heft nieder. Wegen seiner Blindheit geriet er 1937 ins Visier des Erbgesundheitsgerichtes Rottweil. Bei der Verhandlung am 22. Oktober 1937 wurde durch die Aussage einer energisch und furchtlos auftretenden Ordensschwester der Antrag auf Unfruchtbarmachung wegen erblicher Blindheit mangels sicherer Beweise abgelehnt. Max Gräter starb am 18. Dezember 1944 an einer Lungenentzündung, sein Grab befand sich auf dem Friedhof in Heiligenbronn.

## Werke (Auswahl)
(Angaben nach: Siegfried Gmeiner: Art. »Gräter, Max«, dort weitere Kompositionen. Alfons Krießmann: Geschichte der katholischen Kirchenmusik in Württemberg, das dort aufgeführte Werkverzeichnis stammt aus dem Jahr 1939 und ist daher nicht vollständig)
- Präludium As-Dur über das Ulmer Münstergeläute op. 1. Druck: Blindendruckerei, Hannover-Kirchrode. Hörbeispiel
- Grablied op. 4 für Chor (komp. 1919, Manuskript)
- Zwei Fugen op. 5. Druck: Blindendruckerei, Hannover-Kirchrode
- Sechs festliche Präludien op. 9. Druck: Blindendruckerei, Hannover-Kirchrode
- Missa zu Ehren des Hlg. Maximilian für Chor und Orgel op. 20 (Manuskript)
- Choralbearbeitung Nun bitten wir den Heilgen Geist aus op. 105. Hörbeispiel
- 40 Fughetten über Melodien aus dem Rottenburger Gesangbuch op. 131 (komp. 1941, Manuskript)
- 32 kleine Stücke für Blockflöte und Klavier op. 137
- Sechs Trios für die Orgel op. 141 (komp. 1941, Manuskript). Hörbeispiel
- Präambel, Choral und Fuge über das Lied: »Gelobt seist du Herr Jesu Christ« op. 147 (komp. 1941, Manuskript). Hörbeispiel
- Orgelbüchlein, eine Sammlung mit 75 kleinere und größere Tonstücke für den praktischen Gebrauch op. 156 (Manuskript)